# Чувашско-Дрожжановское сельское поселение
Чувашско-Дрожжановское се́льское поселе́ние — муниципальное образование в Дрожжановском районе Татарстана Российской Федерации.
Административный центр — село Чувашское Дрожжаное.

## История
Статус и границы сельского поселения установлены Законом Республики Татарстан от 31 января 2005 года № 21-ЗРТ «Об установлении границ территорий и статусе муниципального образования „Дрожжановский муниципальный район“ и муниципальных образований в его составе».

## Население
| 2002  | 2010  | 2011  | 2012  | 2013  | 2014  | 2015  |
| ----- | ----- | ----- | ----- | ----- | ----- | ----- |
| 1313  | ↘1211 | ↘1207 | ↘1184 | ↘1166 | ↘1147 | ↘1133 |
| 2016  | 2017  | 2018  |       |       |       |       |
| ↘1106 | ↘1086 | ↘1076 |       |       |       |       |

## Состав сельского поселения
| № | Населённый пункт    | Тип населённого пункта       | Население |
| - | ------------------- | ---------------------------- | --------- |
| 1 | Кушкувак            | деревня                      | 0         |
| 2 | Хайбулдино          | деревня                      | 168       |
| 3 | Чувашское Дрожжаное | село, административный центр | 1142      |